# 上河内岳
上河内岳（かみこうちだけ）は、静岡市葵区と長野県飯田市の境界に位置する標高2,803 mの山である。赤石山脈南部の南アルプス国立公園内にあり、日本二百名山に選定されている。

## 概要

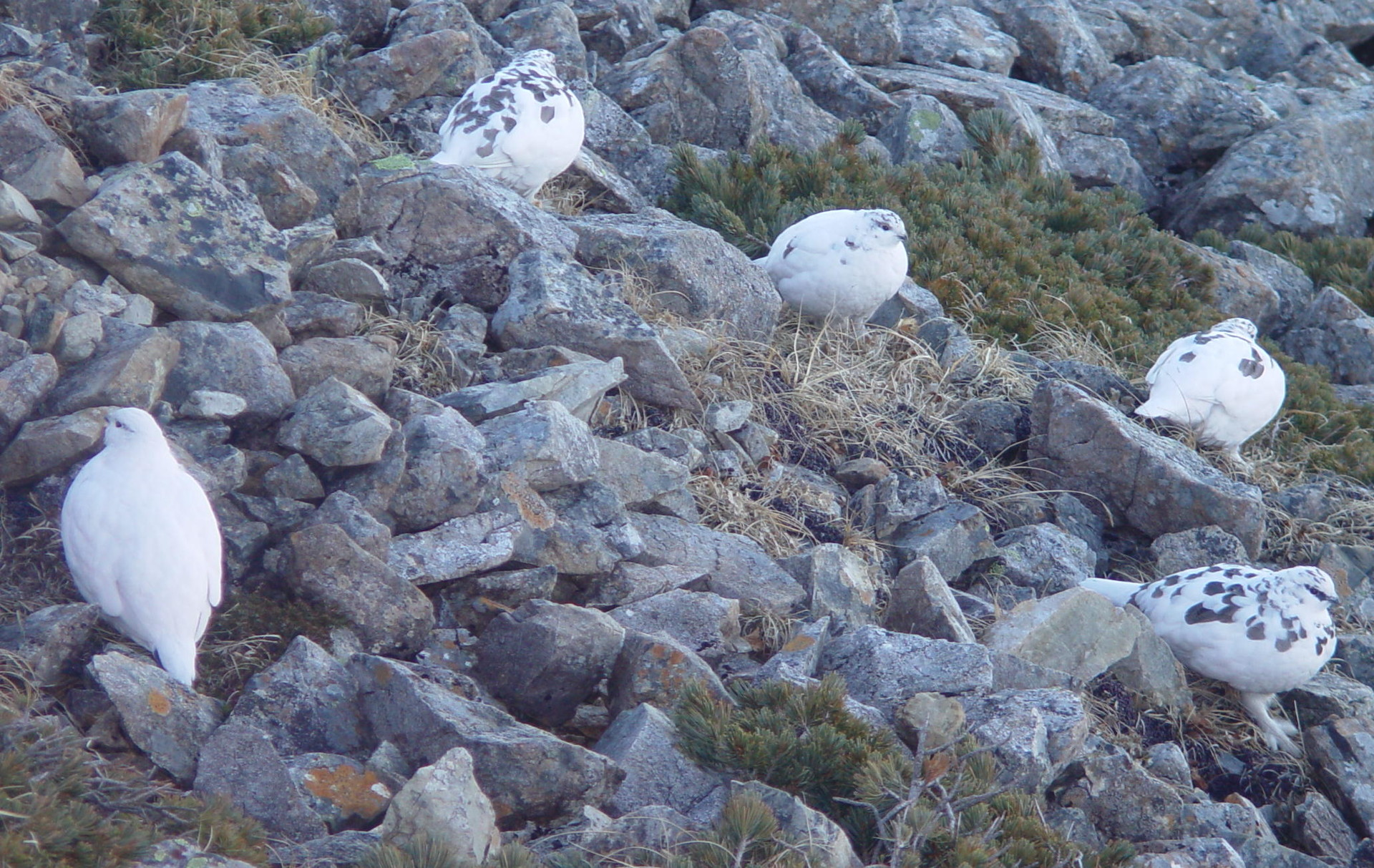
上河内岳のハイマツ帯に生息するライチョウ

大井川の支流の上河内沢の源流部の山である。山頂の南西方向に周氷河地形の名残である窪地状の亀甲状土の地形が見られる。周辺は「御花畑」と称する高山植物の群生地となっている。北側の南岳との間にも高山植物の群生地がある。山頂部は森林限界を越えた岩場で、360度の展望が得られる。この周辺のハイマツ帯には雷鳥が生息している。

## 登山
1925年（大正14年）7月に、長野県の上村の遠山尚岳会が、神祠を上河内岳に安置する際に易老岳から赤石岳に縦走する際に登頂したことが記録されている。山頂からは、富士山、笊ヶ岳、聖岳、光岳、恵那山、御嶽山など360度の展望がある。夏に雨量が多い。5月に山頂部で積雪することがある。5月下旬頃まで山頂付近の登山道に雪が残ることがある。11月に入ると山頂部では本格的な冬山が始まる。

### 登山ルート
赤石山脈（南アルプス）の主稜線上にあるため、稜線上にある縦走路の登山道を歩く際に、登頂されることが多い。山頂部、登山道から東に約100 m離れた位置にある。長野県と静岡県の各登山口からの登山ルートがある。1957年（昭和32年）の静岡国体の際に、畑薙大吊橋から畑薙山（標高1,835.5 m）を経て茶臼岳へ至る小鳥尾根のルートが整備されたが、その後荒廃してほとんど利用されなくなり廃道となっている。山頂の南西の約500 mの位置には、「竹内門」と呼ばれるチャートの岩峰の間を登山道が通っている。
- 畑薙ダムからのルート

畑薙第一ダム - 畑薙大吊橋 - ヤレヤレ峠 - ウソッコ沢小屋 - 横窪峠 - 横窪沢小屋 - 茶臼小屋  - 主稜線合流点 - 上河内岳
- 便ヶ島からのルート

便ヶ島登山口（聖光小屋） - 西沢渡 - 薊畑分岐（聖岳方面分岐） - 聖平 - 南岳 - 上河内岳
- 易老渡からのルート

易老渡 - 面平 - 易老岳 - 希望峰（仁田岳分岐） - 仁田池 - 茶臼岳 - 御花畑 - 上河内岳
- 南アルプス縦走路

各登山口より - 聖岳 - 聖平 - 南岳 - 上河内岳 - 御花畑 - 茶臼小屋分岐 - 茶臼岳 - 仁田池 - 希望峰（仁田岳分岐） - 易老岳 - 光小屋 - 光岳 - 易老渡など各方面

### 周辺の山小屋

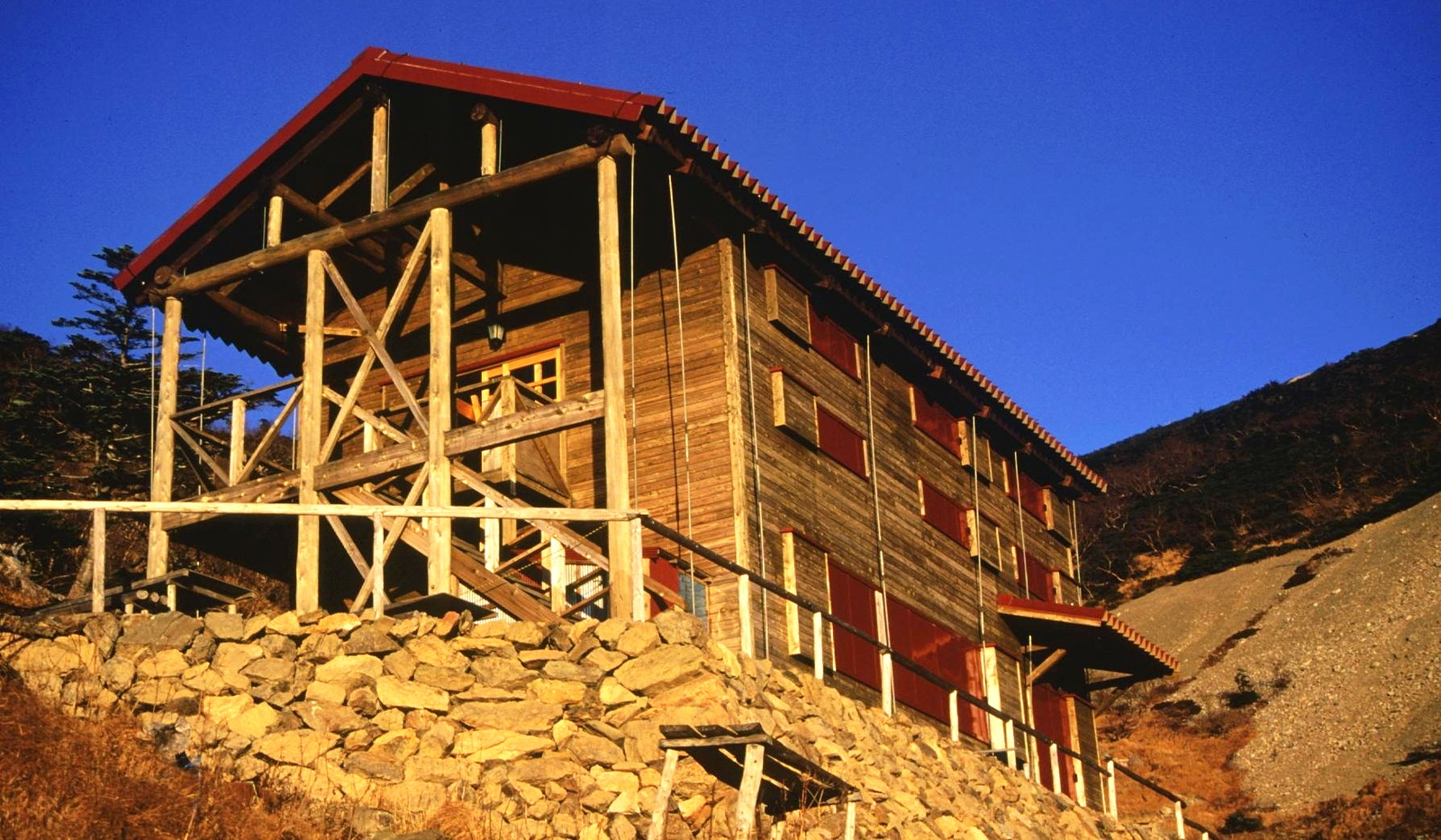
茶臼岳の北東下にある茶臼小屋

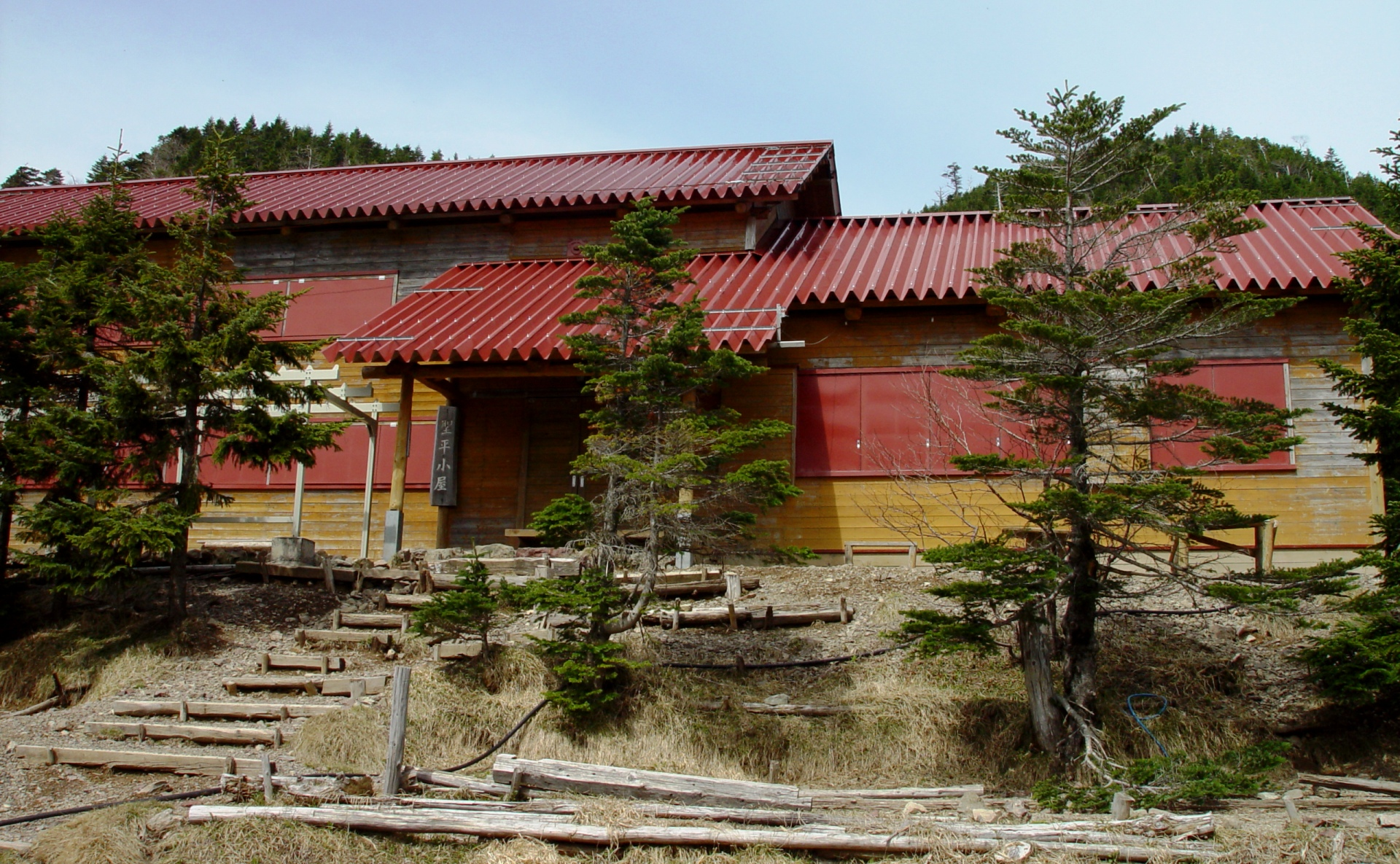
営業期間前の聖平小屋

登山口や稜線上には、山小屋とキャンプ指定地がある。登山シーズン中の一部の期間に有人の営業を行っている。最寄りの山小屋は茶臼小屋で、キャンプ指定地が併設されている。南アルプス国立公園内であり、キャンプ指定地を除き、全山幕営禁止となっている。小屋からは富士山を望むことができ、1997年から食事提供を開始した。小屋の周辺では、水が湧き出し、シナノキンバイ、ニッコウキスゲ、ハクサンフウロなどの高山植物が見られる。かつては仁田池の脇に小屋があった。この池の水は飲用に適さない。
| 名称           | 所在地                       | 標高 (m) | 上河内岳からの 方角と距離 (km) | 収容 人数 | キャンプ 指定地 | 備考                 |
| -------------- | ---------------------------- | -------- | ------------------------------ | --------- | --------------- | -------------------- |
| 聖平小屋       | 聖沢源流部・聖平             | 2,260    | 北東 2.3                       | 140       | テント90張      | 静岡県営             |
| 茶臼小屋       | 茶臼岳北東下                 | 2,400    | 南 2.1                         | 60        | テント45張      | 静岡県営             |
| 横窪沢小屋     | 登山道の横窪沢左岸           | 1,610    | 南 2.9                         | 60        | テント60張      |                      |
| ウソッコ沢小屋 | 上河内沢とウソッコ沢との出合 | 1,170    | 南 3.8                         | 30        | テント7張       |                      |
| 聖光小屋       | 便ヶ島                       | 970      | 東 5.5                         | 24        | テント40張      | 長野県側の聖岳登山口 |
| 光小屋         | イザルガ岳と光岳との鞍部     | 2,510    | 南西 8.0                       | 40        | テント8張       | 静岡県営             |

### 水場
- 聖岳小屋の脇にある沢の水が利用できる。涸れている場合は、さらに下流で入手できる場合が多い。
- 西沢渡の渡渉点で西沢の水が利用できる。
- 椹島ロッジの給水施設が利用できる。
- 茶臼小屋近くの沢水が利用できる。ただし、積雪に埋もれたり涸れる場合がある。

### 登山口までのアクセス
長野県側（便ヶ島）
- 公共交通機関利用の場合、聖岳登山口の便ヶ島近くには、公共交通機関がない。JR東海飯田線の飯田駅か平岡駅で下車して、タクシーを利用するか、そこから路線バスに乗り換えた後に、タクシーを利用することとなる。
- マイカー利用の場合、三遠南信自動車道の喬木インターチェンジが、最寄りのインターである。国道474号の矢筈トンネルが利用できる。聖光小屋と光岳登山口の易老渡（いろうど）に、登山者専用の駐車場がある。

静岡県側（畑薙第一ダム）
- 公共交通機関利用の場合
  - JR東海静岡駅から、南アルプス登山線畑薙第一ダム行きのバスが夏季・秋季限定で利用できる。
  - 大井川鐵道井川線井川駅から、井川地区自主運行バス（廃止代替バス）畑薙第一ダム行きのバスが利用できる。
  - 毎日企画サービスが企画・実施する登山バス「毎日あるぺん号」が、夏季登山シーズン限定で竹橋・新宿西口などと畑薙ダムを結んでいる[10][11]。
- マイカー利用の場合、新東名高速道路の新静岡インターチェンジが、最寄りのインターである。畑薙第一ダムの先にゲートがあり、その先の東俣林道には、一般車両は乗り入れることができない。指定された駐車場を利用することになる。また畑薙第一ダムまでの県道は、土砂崩れ等で通行止めとなる場合がある。

## 地理
山頂から北約800 mには南岳（2,702 m）がある。東には大井川まで尾根が延び、山頂から東約3 kmには上千枚山（2,359 m）がある。

### 周辺の山

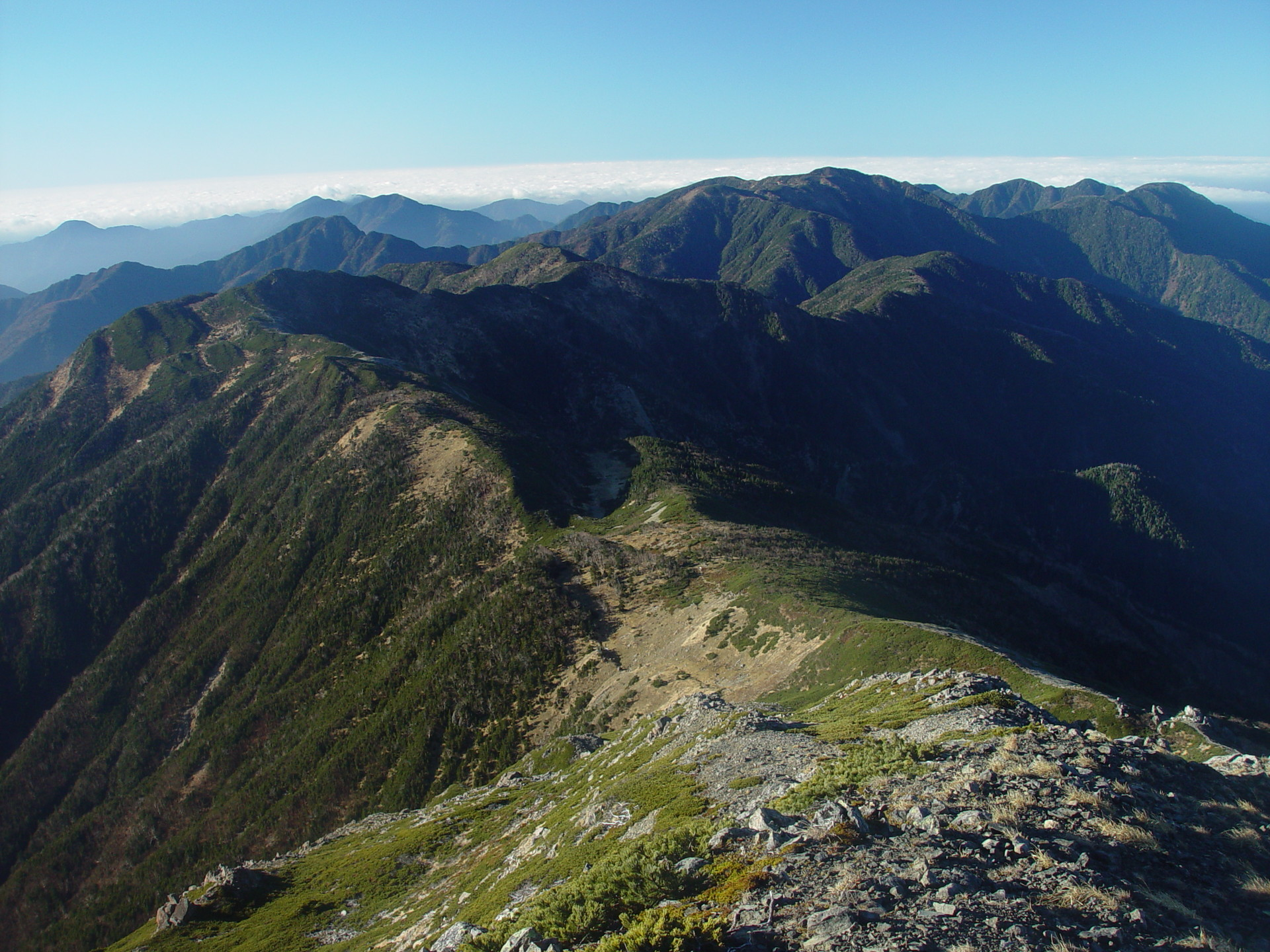
上河内岳から望む茶臼岳と光岳
中央部に周氷河地形の亀甲状土

| 山容 | 名称     | 標高 (m) | 三角点等級 基準点名 | 上河内岳からの 方角と距離(km) | 備考                  |
| ---- | -------- | -------- | ------------------- | ----------------------------- | --------------------- |
|      | 笊ヶ岳   | 2,628.96 | 二等 「笊ケ岳」     | 東 10.4                       | 白峰南嶺 日本二百名山 |
|      | 聖岳     | 3,013    |                     | 北 3.8                        | 日本百名山            |
|      | 上河内岳 | 2,802.95 | 二等 「上河内岳」   | 0                             | 日本二百名山          |
|      | 茶臼岳   | 2,604    |                     | 南西 2.5                      | 日本三百名山          |
|      | 光岳     | 2,591.06 | 三等 「光岳」       | 南西 8.5                      | 日本百名山            |

### 源流の河川
太平洋へと流れる以下の河川の源流部にある。
- 東沢と奥燕沢　（天竜川水系である遠山川の支流）
- 日影沢、上河内沢　（大井川の支流）

## 上河内岳の風景と展望
|                                         |                               |                             |                                 |
| 上河内岳頂上の三角点 遠景は聖岳と赤石岳 | 聖岳から望む 上河内岳と茶臼岳 | 茶臼岳方面から望む 上河内岳 | 上河内岳から望む 笊ヶ岳と富士山 |

## 上河内岳登山
|                    |                  |                    |                            |
| 上河内岳最後の登り | 滝雲と影上河内岳 | 上河内岳からの聖岳 | 上河内岳から笊ヶ岳と富士山 |

## 関連図書
- 『日本の山1000』山と溪谷社〈山溪カラー名鑑〉、1992年8月、464頁。ISBN 4635090256。
- 『日本三百名山』毎日新聞社、1997年3月、247頁。ISBN 4620605247。
- 『新版・日本雪山登山ルート集』山と溪谷社、2006年12月。ISBN 4635180093。
- 『改訂版　静岡県の山』山と溪谷社〈新・分県登山ガイド〉、2009年12月、58-61頁。ISBN 9784635023719。
- 『アルペンガイド10 南アルプス』山と溪谷社〈ヤマケイ・アルペンガイド〉、2010年6月。ISBN 9784635013581。